# Qatar-2
Qatar-2 är en ensam stjärna i mellersta delen av stjärnbilden Jungfrun. Den har en skenbar magnitud av ca 13,3 och kräver ett kraftfullt teleskop för att kunna observeras. Baserat på parallax enligt Gaia Data Release 2 på ca 5,5 mas, beräknas den befinna sig på ett avstånd av ca 595 ljusår (ca 182 parsek) från solen. Den rör sig närmare solen med en heliocentrisk radialhastighet på ca -24 km/s.

## Egenskaper
Qatar-2 är en orange till gul stjärna i huvudserien av spektralklass K5 V. Den har en massa som är ca 0,73 solmassa, en radie som är ca 0,70 solradie och har en effektiv temperatur av ca 4 600 K. Stjärnan uppvisar ett flertal av långvariga stjärnfläckar och tillhör en särskild variant av uppblåsta stjärnor av spektraltyp K med kraftig magnetisk aktivitet som hämmar inre konvektion.

## Planetsystem
År 2011 upptäcktes en transiterande superjupiter exoplanet Qatar-2 b. Planeten har en stor uppmätt temperaturskillnad mellan dagsida (1 368 ± 32 K) och nattsida (724 ± 135 K). Planetbanan är väl i linje med stjärnans ekvatorialplan, med en avvikelse på 4,3 ± 4,5◦. Inget avtagande i omlopp upptäcktes. Färgen på planetatmosfären är blå på grund av Rayleigh-spridning av ljus, och albedo är mycket låg och ligger under 0,06.
Ytterligare en massiv följeslagare i vid omloppsbana misstänktes 2011, men sökning med metoden för mätning av variation i passagetid hade 2017 gett noll resultat.
| Planet | Massa            | Halv storaxel (AE) | Siderisk omloppstid (d) | Excentricitet | Inklination   | Radie            |
| ------ | ---------------- | ------------------ | ----------------------- | ------------- | ------------- | ---------------- |
| b      | 2,466 ± 0,062 MJ | 0,02136 ± 0,00024  | 1,33711677 ± 0,00000010 | 0             | 88,99 ± 0,20° | 1,115 ± 0,013 RJ |